# Phileurus mundus
Phileurus mundus är en skalbaggsart som beskrevs av Heinrich Bernward Prell 1914. Phileurus mundus ingår i släktet Phileurus och familjen Dynastidae. Inga underarter finns listade i Catalogue of Life.